# Depot von Dolní Chrášťany
Das Depot von Dolní Chrášťany (auch Hortfund von Dolní Chrášťany) ist ein Depotfund der frühbronzezeitlichen Aunjetitzer Kultur aus Dolní Chrášťany, einem Ortsteil von Lhenice im Jihočeský kraj, Tschechien. Es datiert in die Zeit zwischen 1800 und 1600 v. Chr. Der erhaltene Teil des Depots befindet sich heute im Südböhmischen Museum in Budweis.

## Fundgeschichte
Das Depot wurde 1882 südlich von Dolní Chrášťany auf dem Fuchs-Bühel beim Pflügen entdeckt. Die Gegenstände lagen dicht beieinander in einer Tiefe von 0,4 m. Eine Nachuntersuchung der Fundstelle ergab keine weiteren Funde oder Befunde.

## Zusammensetzung
Das Depot bestand ursprünglich aus fünf bronzenen Spangenbarren. Davon gelangten zwei in die Privatsammlung von Jan Nepomuk Woldřich und einer ins Museum nach Budweis. Die Barren hatten eine Länge zwischen 27 cm und 28 cm sowie einen Durchmesser zwischen 17,5 cm und 18,5 cm, ihre Dicke betrug in der Mitte zwischen 1,7 cm und 1,8 cm. Nur der Barren im Budweiser Museum ist noch erhalten. Bei diesem ist die Außenseite stark gewölbt, die Innenseite ist unregelmäßig flach und rau. Ein Ende ist neuzeitlich abgebrochen.